# Monika Kendziora

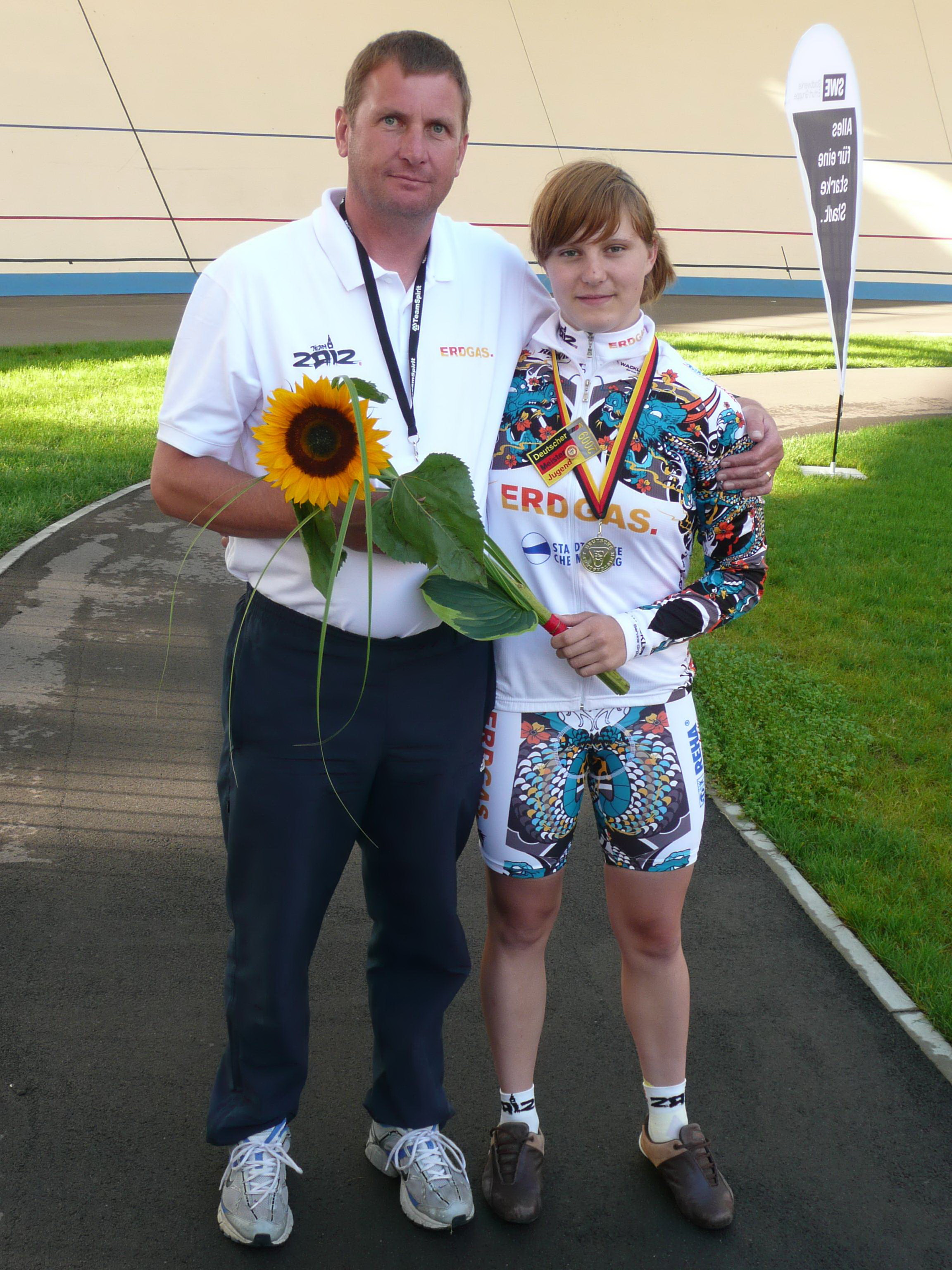
Monika Kendziora mit ihrem damaligen Trainer Ralph Müller (2009)

Monika Kendziora (* 25. September 1994 in Leipzig) ist eine ehemalige deutsche Bahnradsportlerin.
Monika Kendziora wurde bei den Deutschen Meisterschaften 2009 in Erfurt Jugendmeisterin im 500-m-Zeitfahren, in der Einerverfolgung sowie im Sprint. Im Jahr darauf, bei den Deutschen Bahnmeisterschaften in Cottbus, belegte sie im Zeitfahren der weiblichen Jugend den zweiten Platz. Bei den deutschen Bahnmeisterschaften 2011 im Berliner Velodrom wurde sie vierfache deutsche Meisterin der Juniorinnen im Zeitfahren, im Keirin, im  Teamsprint (mit Theresia Neumann) sowie im Sprint. 2012 errang sie drei nationale Junioren-Titel, im Sprint, im Keirin und im 500-Meter-Zeitfahren.
Monika Kendziora fuhr bis 2010 für das Team Erdgas.2012. Ab 2011 startete sie für den SC DHfK Leipzig und 2013 für den RSC Cottbus. Wegen einer Schwangerschaft beendete sie ihre Radsport-Laufbahn.